# لنس داویدز
لنس داویدز (انگلیسی: Lance Davids؛ زادهٔ ۱۱ آوریل ۱۹۸۵) یک بازیکن فوتبال اهل آفریقای جنوبی است.
وی همچنین در تیم ملی فوتبال آفریقای جنوبی بازی کرده‌است.